# Université en République centrafricaine
Cet article dresse une liste des universités en République centrafricaine.

## Universités
- Université de Bangui, fondée en 1969.
- Pôle universitaire Euclide, fondé en 2008

## Autres établissements d’enseignement supérieur
- INRAP : Institut national de recherche et d’animation pédagogique
- École normale supérieure
- École nationale d’administration et de magistrature
- École normale d’instituteurs de Bambari